# Onyx Club

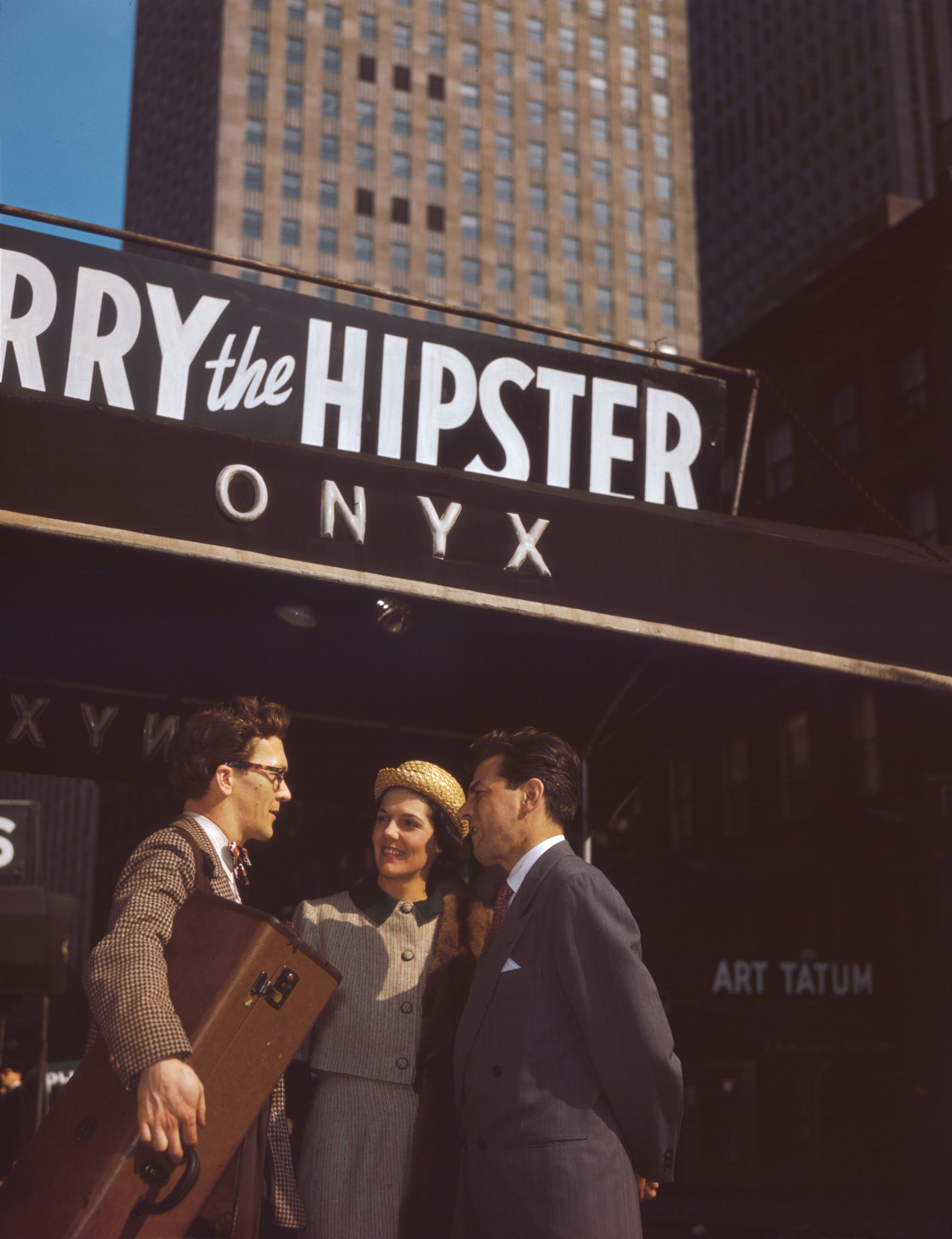
Toots Thielemans, Adele Girard et Joe Marsala devant l'Onyx de New York en 1948.

L' Onyx Club était un club de jazz situé sur la 52e Rue ouest à New York. 

## Histoire
35 52e Rue ouest (1927–1934)
L'Onyx Club est ouvert en 1927 au numéro 35 comme speakeasy par le contrebandier Joe Helbock (Joseph Jerome Helbock; 1896–1973).
72 52e Rue ouest (1934-1937)
En février 1934, avec la fin de la prohibition, le club Onyx devient un club légal et est transféré au numéro 72. Le club met en vedette des musiciens comme les Spirits of Rhythm et Art Tatum, qui est alors le pianiste d'entracte habituel. Le bâtiment brûle en 1935. Helbock le reconstruit et le rouvre le 13 juillet 1935 avec à l'affiche Red McKenzie, Stuff Smith, Jonah Jones, John Kirby, Maxine Sullivan et d'autres.
62 52e Rue ouest (1937–1939)
Le club passe au numéro 62 et ferme en 1939, en partie à cause d'une brouille avec un associé, le guitariste Carl Kress .
57 52e Rue ouest (1942–1949)
En 1942, un nouvel Onyx Club, sans rapport avec l'original, ouvre ses portes au numéro 57. S'y produisent Art Tatum, Red Allen, Cozy Cole, Roy Eldridge, Ben Webster, Billie Holiday, Charlie Parker, Dizzy Gillespie, et Sarah Vaughan. Le lieu devient un club de strip-tease en 1949.